# Арчела (Авелино)
Арчела је насеље у Италији у округу Авелино, региону Кампанија.
Према процени из 2011. у насељу је живело 448 становника. Насеље се налази на надморској висини од 277 м.